# Kudoa rosenbuschi
Kudoa rosenbuschi is een microscopische parasiet uit de familie Kudoidae. Kudoa rosenbuschi werd in 1966 beschreven door Gelormini) Szidat. 